# Branky
Branky település Csehországban, Vsetíni járásban. Branky Kladeruby, Police, Oznice és Poličná településekkel határos. Lakosainak száma 1031 fő (2024. január 1.).

## Népesség
A település lakosságának változását az alábbi diagram mutatja:
| Lakosok száma | 875  | 918  | 850  | 1013 | 882  | 903  | 956  | 971  | 972  | 1031 |
|               | 1869 | 1900 | 1921 | 1961 | 1980 | 2011 | 2016 | 2019 | 2021 | 2024 |